# Cikava, Mokronog-Trebelno
Cikava este o localitate din comuna Mokronog - Trebelno, Slovenia, cu o populație de 29 de locuitori.